# Campeonato Mundial de Natação em Piscina Curta de 2016 - 4x100 m medley masculino
A prova dos 4x100 metros medley masculino do  Campeonato Mundial de Natação em Piscina Curta de 2016 foi disputado no dia 11 de dezembro no Centro WFCU em Windsor, Canadá.

## Recordes
Antes desta competição, os recordes mundiais e do campeonato nesta prova eram os seguintes:
|                       | Nome                                                                                                   | Nacionalidade  | Tempo   | Local           | Data                   |
| --------------------- | --- | -------------- | ------- | --------------- | ---------------------- |
| Recorde mundial       | Stanisław Doniec (49,63) Siergiej Giejbiel (56,43) Jewgienij Korotyszkin (48,35) Daniła Izotow (44,75) | Rússia         | 3:19.16 | São Petersburgo | 20 de dezembro de 2009 |
| Recorde do campeonato | Nicholas Thoman (49,88) Michaił Aleksandrow (56,52) Ryan Lochte (49,17) Garrett Weber-Gale (45,42)     | Estados Unidos | 3:20.19 | Dubai           | 19 de dezembro de 2010 |

## Medalhistas
| Ouro | Prata | Bronze                                                                                 |
| Rússia · Andrey Shabasov · Kirill Prigoda · Aleksandr Kharlanov · Vladimir Morozov · Grigoriy Tarasevich* · Oleg Kostin* · Aleksandr Popkov* | Austrália · Mitch Larkin · Tommy Sucipto · David Morgan · Tommaso D'Orsogna · Bobby Hurley* · Daniel Smith* | Japão · Junya Koga · Yoshiki Yamanaka · Takeshi Kawamoto · Shinri Shioura · Kenta Ito* |

*Participaram apenas das eliminatórias, mas também receberam medalhas.

## Resultados

### Eliminatórias
As eliminatórias ocorreram dia 11 de dezembro. 23  nacionalidades participaram da competição. 
| Colocação | Bateria | Raia | Nacionalidade    | Nome | Tempo     | Notas |
| --------- | ------- | ---- | ---------------- | --- | --------- | ----- |
| 1.        | 1       | 5    | Austrália        | Bobby Hurley (51,11) Tommy Sucipto (57,95) David Morgan (49,73) Daniel Smith (46,96)                              | 3:25,75   | Q     |
| 2.        | 2       | 9    | Rússia           | Grigorij Tarasewicz (51,34) Oleg Kostin (57,66) Aleksandr Charłanow (49,95) Aleksandr Popkow (46,89)              | 3:25,84   | Q     |
| 3.        | 3       | 8    | Bielorrússia     | Pawieł Sankowicz (51,47) Ilja Szymanowicz (56,99) Jauhien Curkin (50,40) Artiom Maczekin (47,44)                  | 3:26,30   | Q     |
| 4.        | 2       | 0    | Estados Unidos   | Matthew Josa (52,09) Nic Fink (57,68) Josh Prenot (50,24) Michael Chadwick (46,87)                                | 3:26,88   | Q     |
| 5.        | 3       | 3    | Reino Unido      | Charlie Boldison (51,92) Ross Murdoch (57,31) Adam Barrett (49,65) Stephen Milne (48,15)                          | 3:27,03   | Q     |
| 5.        | 3       | 4    | França           | Thomas Avetand (52,14) Jean Dencausse (58,91) Jérémy Stravius (49,51) Clément Mignon (46,47)                      | 3:27,03   | Q     |
| 7.        | 3       | 5    | China            | Xu Jiayu (50,72) Yan Zibei (57,87) Li Zhuhao (51,18) Lin Yongqing (47,61)                                         | 3:27,38   | Q     |
| 8.        | 2       | 3    | Japão            | Junya Koga (51,71) Yoshiki Yamanaka (57,88) Takeshi Kawamoto (50,29) Kenta Ito (47,59)                            | 3:27,47   | Q     |
| 9.        | 2       | 2    | Suécia           | Simon Sjödin (51,63) Erik Persson (58,01) Jesper Björk (51,64) Christoffer Carlsen (46,75)                        | 3:28,03   |       |
| 10.       | 1       | 3    | Canadá           | Javier Acevedo (53,35) Richard Funk (57,35) Mackenzie Darragh (51,94) Yuri (46,49)                                | 3:29,13   |       |
| 11.       | 1       | 4    | Portugal         | Gabriel Lopes (52,38) Diogo Carvalho (59,51) Alexis Santos (51,68) Miguel Nascimento (46,64)                      | 3:30,21   |       |
| 12.       | 2       | 4    | África do Sul    | Neil Fair (53,61) Alaric Basson (1:00,62) Alard Basson (53,25) Douglas Erasmus (47,52)                            | 3:35,00   |       |
| 13.       | 3       | 1    | Paraguai         | Charles Hockin (53,28) Renato Prono (1:00,62) Benjamin Hockin (51,88) Matias Lopez (51,60)                        | 3:37,38   |       |
| 14.       | 2       | 6    | Hong Kong        | Mak Ho Lun Raymond (55,85) Tsui Hoi Tung Ronald (1:01,00) Ng Chun Nam Derick (52,58) Cheung Kin Tat Kent (48,70)  | 3:38,13   |       |
| 15.       | 2       | 1    | Islândia         | David Adalsteinsson (54,36) Viktor Vilbergsson (1:01,19) Kristinn Þórarinsson (54,53) Aron Örn Stefánsson (49,40) | 3:39,48   |       |
| 16.       | 2       | 7    | Singapura        | Yeo Kai Quan (56,14) Lionel Khoo (1:00,46) Dylan Koo (54,17) Pang Sheng Jun (50,15)                               | 3:40,92   |       |
| 17.       | 3       | 7    | Macau            | Ngou Pok Man (55,82) Chao Man Hou (59,29) Sio Ka Kun (56,90) Lin Sizhuang (51,02)                                 | 3:43,03   |       |
| 18.       | 3       | 9    | Filipinas        | Alberto Batungbacal (58,67) James Deiparine (1:00,64) Jeremy Lim (56,80) Axel Ngui (51,73)                        | 3:47,84   |       |
| 19.       | 3       | 2    | Papua-Nova Guiné | Livingston Aika (1:02,53) Ryan Maskelyne (1:03,50) Ryan Pini (52,79) Stanford Kawale (52,28)                      | 3:51,10   |       |
| 20.       | 2       | 8    | Gibraltar        | Jordan Gonzalez (58,45) Colin Bensadon (1:07,62) Matt Savitz (58,12) Jim Sanderson (51,73)                        | 3:55,92   |       |
| 21.       | 3       | 6    | Albânia          | Kennet Libohova (1:01,64) Deni Baholli (1:06,84) Franci Aleksi (1:01,93) Frenc Berdaku (56,54)                    | 4:06,95   |       |
| 22. !     | 2       | 5    | Venezuela        | | 9:99,99 ! | DNS   |
| 22. !     | 3       | 0    | Lituânia         | | 9:99,99 ! | DNS   |

### Final
A final teve sua disputa realizada em 11 de dezembro. 
| Colocação         | Raia | Nome           | Nacionalidade                                                                                        | Tempo     | Notas |
| ----------------- | ---- | -------------- | --- | --------- | ----- |
| }                 | 5    | Rússia         | Andriej Szabasow (50,30) Kiriłł Prigoda (55,78) Aleksandr Charłanow (49,51) Vladimir Morozov (45,58) | 3:21,17   |       |
| Medalha de prata  | 4    | Austrália      | Mitch Larkin (50,24) Tommy Sucipto (57,46) David Morgan (49,32) Tommaso D'Orsogna (46,54)            | 3:23,56   |       |
| Medalha de bronze | 8    | Japão          | Junya Koga (50,26) Yoshiki Yamanaka (57,57) Takeshi Kawamoto (50,02) Shinri Shioura (46,86)          | 3:24,71   |       |
| 4.                | 3    | Bielorrússia   | Pawieł Sankowicz (50,81) Ilja Szymanowicz (56,56) Jauhien Curkin (50,51) Artiom Maczekin (47,48)     | 3:25,36   |       |
| 5.                | 2    | Reino Unido    | Charlie Boldison (52,08) Ross Murdoch (57,04) Adam Barrett (48,79) Stephen Milne (47,86)             | 3:25,77   |       |
| 6.                | 7    | França         | Jérémy Stravius (50,50) Jean Dencausse (58,67) Mehdy Metella (50,61) Clément Mignon (46,55)          | 3:26,33   |       |
| 7.                | 1    | China          | Xu Jiayu (50,43) Yan Zibei (57,59) Li Zhuhao (51,41) Lin Yongqing (47,44)                            | 3:26,87   |       |
| 8. !              | 6    | Estados Unidos | Jacob Pebley (50,55) Cody Miller (56,46) Tom Shields Blake Pieroni                                   | 9:99,99 ! | DSQ   |

Legenda
| Recorde mundial       | Recorde mundial (World record)               |                       | Recorde africano                      | Recorde africano (African) |                                           | Q | Classificado por posição (Qualified) |
| Recorde do campeonato | Recorde do campeonato (Championship record)  | Recorde da América    | Recorde da América (Americas)         | q                          | Classificado por melhor tempo (Qualified) |   |                                      |
| Melhor marca do ano   | Melhor marca do ano (World leading)          | Recorde asiático      | Recorde asiático (Asian)              | DNS                        | Não largou (Did not start)                |   |                                      |
| Recorde nacional      | Recorde nacional (National record)           | Recorde europeu       | Recorde europeu (European)            | DNF                        | Não terminou (Did not finish)             |   |                                      |
| Recorde pessoal       | Recorde pessoal do atleta (Personal best)    | Recorde da Oceania    | Recorde da Oceania (Oceania)          | DSQ / DQ                   | Desclassificado (Disqualified)            |   |                                      |
| Recorde da temporada  | Recorde da temporada do atleta (Season best) | Recorde sul-americano | Recorde sul-americano (South America) | NM                         | Sem marca (No mark)                       |   |                                      |